# Hexahydrit
Hexahydrit ist ein eher selten vorkommendes Mineral aus der Mineralklasse der „Sulfate (und Verwandte)“. Es kristallisiert im monoklinen Kristallsystem mit der chemischen Zusammensetzung Mg[SO4]·6H2O, ist also chemisch gesehen ein wasserhaltiges Magnesiumsulfat bzw. ein Magnesiumsulfat-Hexahydrat.
Hexahydrit entwickelt in der Regel faserige Aggregate und krustige Überzüge mit perlmuttartigem Glanz. Größere Kristalle sind sehr selten, zeigen dann aber meist einen nadeligen bis tafeligen Habitus und glasglänzende Oberflächen. In reiner Form ist Hexahydrit farblos und durchsichtig. Durch vielfache Lichtbrechung aufgrund von Gitterbaufehlern oder polykristalliner Ausbildung kann er aber auch weiß erscheinen und durch Fremdbeimengungen eine hellgrüne Farbe annehmen, wobei die Transparenz entsprechend abnimmt.

## Besondere Eigenschaften
Hexahydrit ist – ähnlich wie Epsomit – nicht stabil, das heißt, unter trockenen Bedingungen gibt er Kristallwasser ab und bei zu hoher Feuchtigkeit zerfließt er. Hexahydrit ist in Wasser leicht löslich und gibt diesem einen salzig-bitteren Geschmack, weshalb er wie Epsomit gelegentlich auch als „Bittersalz“ bezeichnet wird.

## Etymologie und Geschichte
Erstmals entdeckt wurde Hexahydrit am Bonaparte River in der kanadischen Provinz British Columbia. Beschrieben wurde das Mineral erstmals 1911 durch Robert A. A. Johnston, der es in Anlehnung an seinen Gehalt von sechs Wassermolekülen nach dem griechischen Zahlwort ἑξα- [hexa-] und dem Wortteil Hydr der Hydrate (wasserhaltige Substanzen, griechisch ὕδωρ [hydōr] für Wasser) benannte.

## Klassifikation
In der veralteten 8. Auflage der Mineralsystematik nach Strunz gehörte der Hexahydrit zur Mineralklasse der „Sulfate, Chromate, Molybdate, Wolframate“ und dort zur Abteilung „Wasserhaltige Sulfate ohne fremde Anionen“, wo er gemeinsam mit Bianchit, Moorhouseit und Nickelhexahydrit sowie im Anhang mit Ferrohexahydrit und Retgersit in der „Hexahydrit-Reihe“ mit der Systemnummer VI/C.03b steht.
In der zuletzt 2018 überarbeiteten Lapis-Systematik nach Stefan Weiß, die formal auf der alten Systematik von Karl Hugo Strunz in der 8. Auflage basiert, erhielt das Mineral die System- und Mineralnummer VI/C.05-010. Dies entspricht der Klasse der „Sulfate, Chromate, Molybdate und Wolframate“ und dort der Abteilung „Wasserhaltige Sulfate, ohne fremde Anionen“, wo Hexahydrit zusammen mit Bianchit, Chvaleticeit, Ferrohexahydrit, Moorhouseit, Nickelhexahydrit und Retgersit die „Hexahydritgruppe“ mit der Systemnummer VI/C.05 bildet.
Die von der International Mineralogical Association (IMA) zuletzt 2009 aktualisierte 9. Auflage der Strunz’schen Mineralsystematik ordnet den Hexahydrit in die Klasse der „Sulfate (Selenate, Tellurate, Chromate, Molybdate und Wolframate)“ und dort in die Abteilung „Sulfate (Selenate usw.) ohne zusätzliche Anionen, mit H2O“ ein. Hier ist das Mineral in der Unterabteilung „Mit ausschließlich mittelgroßen Kationen“ zu finden, wo es zusammen mit Bianchit, Chvaleticeit, Ferrohexahydrit, Moorhouseit und Nickelhexahydrit die „Hexahydritgruppe“ mit der Systemnummer 7.CB.25 bildet.
In der vorwiegend im englischen Sprachraum gebräuchlichen Systematik der Minerale nach Dana hat Hexahydrit die System- und Mineralnummer 29.06.08.01. Das entspricht der Klasse der „Sulfate, Chromate und Molybdate“ und dort der Abteilung „Wasserhaltige Säuren und Sulfate“. Hier findet er sich innerhalb der Unterabteilung „Wasserhaltige Säuren und Sulfate mit AXO4 × x(H2O)“ in der „Hexahydritgruppe (Raumgruppe: C2/c)“, in der auch Bianchit, Ferrohexahydrit, Nickelhexahydrit, Moorhouseit und Chvaleticeit eingeordnet sind.

## Kristallstruktur
Hexahydrit kristallisiert monoklin in der Raumgruppe C2/c (Raumgruppen-Nr. 15) mit den Gitterparametern a = 10,11 Å; b = 7,21 Å; c = 24,41 Å und β = 98,3° sowie 8 Formeleinheiten pro Elementarzelle.

## Bildung und Fundorte
Hexahydrit ist ein typisches Sekundärmineral, dass sich vorwiegend durch Verlust eines Teils des Kristallwassers (Dehydratisierung) aus Epsomit bildet. Er kommt daher meist in Form von Ausblühungen an magnesiumhaltigen Gesteinen und Grubenwänden oder als Tropfsteine in Höhlen vor. Als Begleitmineral kann neben Epsomit unter anderem auch Siderotil auftreten. Weitere Fundmöglichkeiten für Hexahydrit sind Evaporite. Hier kann er aus übersättigten magnesiumhaltigen Salzen auskristallisieren. Wie auch beim Epsomit kann sich Hexahydrit in vulkanischen Fumarolen bilden.
Weitere dem Hexahydrit vergleichbare Magnesiumsulfate sind Kieserit, Pentahydrit und Epsomit. Hierbei handelt es sich um die jeweiligen Mono-, Penta- bzw. Heptahydrate. Diese Minerale können sich durch Wasseraufnahme bzw. Wasserabgabe ineinander umwandeln. Gelegentlich kommt es dabei zur Bildung der entsprechenden Metamorphosen.
Als eher seltene Mineralbildung kann Hexahydrit an verschiedenen Fundorten zum Teil zwar reichlich vorhanden sein, insgesamt ist er aber wenig verbreitet. Bisher (Stand 2013) gelten rund 180 Fundorte als bekannt. Neben seiner Typlokalität Bonaparte River trat das Mineral in Kanada noch bei Lillooet in British Columbia, bei Pine Point in den Nordwest-Territorien, in der Nickelgrube „Alexo“ im Dundonald Township (Cochrane District) in Ontario, in der Sulfidlagerstätte „Marbridge“ bei La Motte und der Gold-Zink-Blei-Lagerstätte „Montauban“ bei Mékinac in Québec sowie im Grubenbezirk Dawson im Territorium Yukon auf.
In Deutschland konnte Hexahydrit bisher unter anderem in der Grube Anna bei Alsdorf, am Maubacher Bleiberg bei Horm in der Eifel, in der Grube Julia im Aachener Revier und in den Kupfergruben bei Marsberg in Nordrhein-Westfalen, in dem ehemaligen Kali- und Steinsalzwerk „Brefeld“ bei Tarthun in Sachsen-Anhalt, im Grubenschacht 371 im Gebiet Schlema-Hartenstein und in den Steinbrüchen „Dubring“ und „Oßling“ bei Kamenz in Sachsen sowie auf der Absetzerhalde und im Tagebau „Lichtenberg“ bei Ronneburg, im Steinbruch „Loitsch“ bei Weida und in den Schieferbrüchen bei Lehesten nahe Wurzbach (Saale-Orla-Kreis) in Thüringen gefunden werden.
Bisher bekannte Fundpunkte in Österreich sind unter anderem der Steinbruch „Holler“ bei Badersdorf im Burgenland, die Eisenlagerstätte „Breitenbuchen“ bei Oberbuchach in der Kärntener Gemeinde Kirchbach, die Steinsalzlagerstätte bei Dürrnberg und die Leube-Zementwerke in Gartenau sowie die Gadauner Schlucht bei Bad Hofgastein in Salzburg, mehrere Orte in der Steiermark (Admont, Hochlantsch, Langteichengraben, Wolfsgruben, Sunk) sowie der Bad Ischler Salzberg in Oberösterreich.
In der Schweiz ist das Mineral bisher nur vom Fonte Vittoria bei Brissago TI im Kanton Tessin, aus dem Salzbergwerk Bex im Kanton Waadt sowie in den Salzwerken und Steinbrüchen bei Ayer (Val d’Anniviers), im Binntal, am Pont du Diable bei Conthey und am Mont Chemin im Kanton Wallis bekannt.
Weitere Fundorte liegen unter anderem in Ägypten, der Antarktis, in Argentinien, Australien, Chile, China, Frankreich, Griechenland, Grönland, Italien, Japan, Marokko, Mazedonien, Mexiko, Namibia, Norwegen, Polen, Russland, Slowakei, Spanien, Südafrika, Tschechien, Turkmenistan, der Ukraine, in Ungarn und den Vereinigten Staaten von Amerika (USA).

## Verwendung
Hexahydrit kann wie auch andere wasserlösliche Sulfate (Mirabilit, Kieserit) als Abführmittel (Laxativum) eingesetzt werden.